# Тужа-Мала (Плоцький повіт)
Тужа-Мала (пол. Turza Mała) — село в Польщі, у гміні Брудзень-Дужий Плоцького повіту Мазовецького воєводства.
Населення — 155 осіб (2011).
У 1975-1998 роках село належало до Плоцького воєводства.

## Демографія
Демографічна структура станом на 31 березня 2011 року:
|          | Загалом | Допрацездатний вік | Працездатний вік | Постпрацездатний вік |
| -------- | ------- | ------------------ | ---------------- | -------------------- |
| Чоловіки | 88      | 15                 | 68               | 5                    |
| Жінки    | 67      | 14                 | 35               | 18                   |
| Разом    | 155     | 29                 | 103              | 23                   |